# Ilex glaucophylla
Ilex glaucophylla är en järneksväxtart som beskrevs av Julian Alfred Steyermark. Ilex glaucophylla ingår i släktet järnekar, och familjen järneksväxter. Inga underarter finns listade i Catalogue of Life.